# Castelo de Chalamera
O Castelo de Chalamera localiza-se no município de Chalamera, província de Huesca, na comunidade autónoma de Aragão, na Espanha.
Trata-se de uma fortificação que pertenceu à Ordem dos Templários, no contexto da Reconquista cristã da Península Ibérica.

## História
Quando de sua morte, em 1134, Afonso I de Aragão, sem herdeiros, doou a totalidade de seu reino às Ordens militares do Santo Sepulcro, do Hospital e do Templo. Este ato, contestado, jamais foi posto em prática. Após nove anos de negociação com o Papado e a nobreza, um acordo foi concluído em 1143. Por ele, a Ordem do Templo recebia numerosas fortificações, juntamente com consideráveis vantagens fiscais e financeiras. Entre as primeiras, encontrava-se este Castelo de Chalamera.